# Paul Schwarzkopf

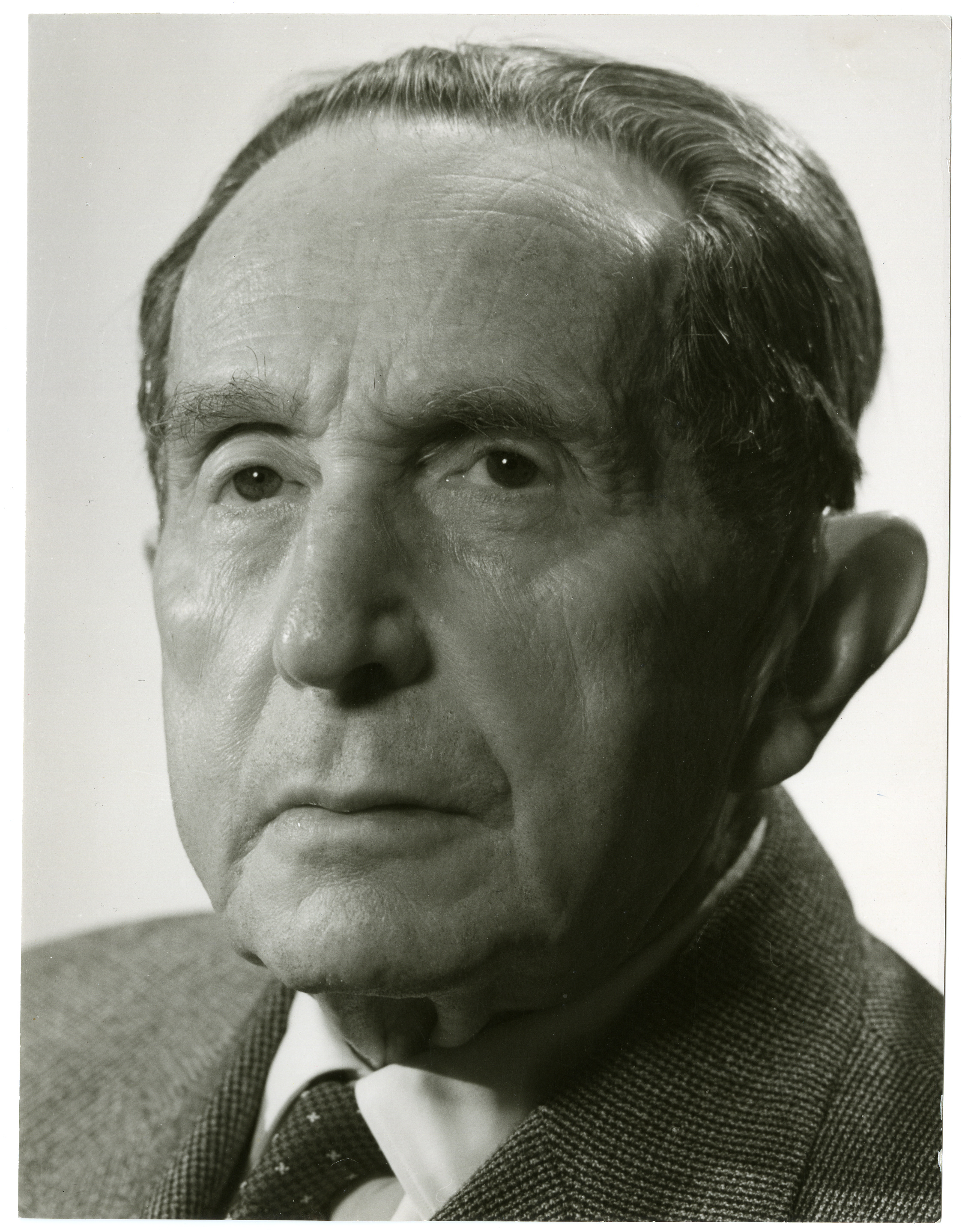
Paul Schwarzkopf

Paul Schwarzkopf (geboren 13. April 1886 in Prag, Österreich-Ungarn; gestorben 27. Dezember 1970 in Reutte) war ein österreichischer Erfinder und Industrieller. Schwarzkopf gilt auch als Pionier der Pulvermetallurgie.

## Leben

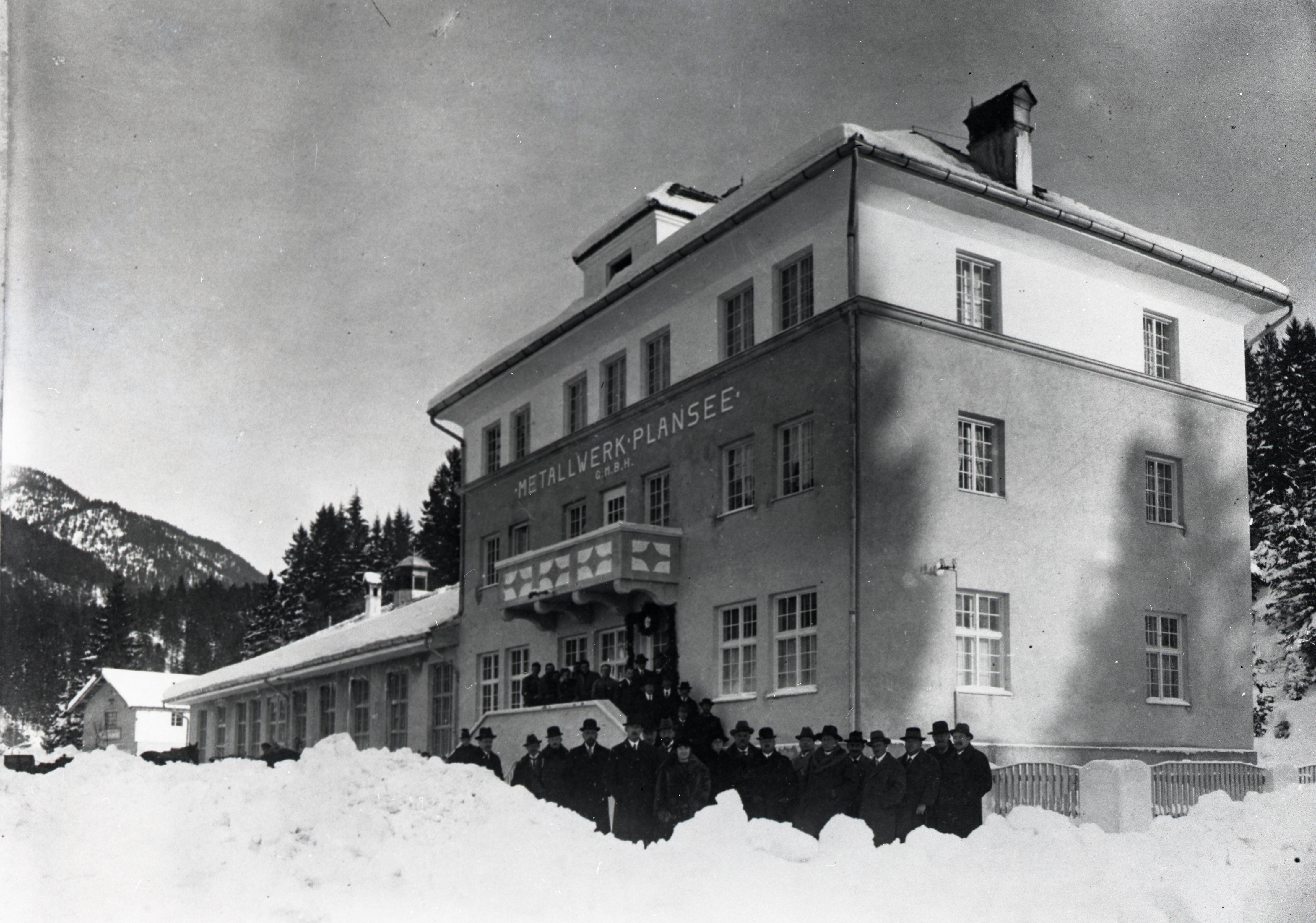
Das von Schwarzkopf gegründete Metallwerk Plansee in Reutte

Paul Schwarzkopf war ein Sohn des Geschäftsführers Heinrich Schwarzkopf und der Adele Turnovsky.
Nach dem Studium der technischen Wissenschaften in Prag (wo er auch beim Corps Austria aktiv wurde, später aber wieder ausschied) und Berlin gelang ihm 1911 in der italienischen Glühlampenfabrik „Lampada Zeta“ in Alpignano bei Turin die Erfindung des gezogenen Wolframfadens. Dieser duktile Faden wurde ab 1913 in einer von Schwarzkopf mit seinem Partner Karl Chvalov gegründeten Firma in Berlin industriell hergestellt. Im Ersten Weltkrieg diente Schwarzkopf zunächst in einem böhmischen Regiment, kam dann nach Tirol zur Reserveoffiziersschule in Innsbruck und sodann an die Südfront. Seit 1909 war er Partner der „Deutschen Glühfadenfabrik“ in Berlin. 1920 gründete er mit seinem Freund Dr. Richard Kurtz die „Naamlooze Vennootschap Vereenigte Draadfabricken“ (N.V.V.D.) in Nijmegen/Niederlande zur Erzeugung von Wolframdraht. 1921 gründete er in Reutte die Metallwerk Plansee GmbH, die heutige Plansee Group. 1922 konnte der Reuttener Rechtsanwalt Hermann Stern Paul Schwarzkopf zur Gründung der Metallhütte Plansee bewegen. Nach dem „Anschluss“ jedoch wurde sein Vermögen von den Nationalsozialisten eingezogen und die Firma zugunsten der Deutschen Edelstahlwerke (DEW) „arisiert“. Da er nach den „Nürnberger Gesetzen“ als Jude galt, musste er gemeinsam mit seiner Familie emigrieren und ging in die USA. 1947 kehrten er und seine Familie wieder nach Österreich zurück und stellten ein Rückstellungsgesuch für die Firma sowie Entschädigungsansprüche für den geraubten Privatbesitz, denen 1952 entsprochen wurde. Die Eröffnung seiner „Planseeschule“ als neuer Schultyp für das technische Zeitalter am Bundesrealgymnasium Reutte erfolgte 1952.

## Familie
1. Ehe: Emma Sophia Gebauer

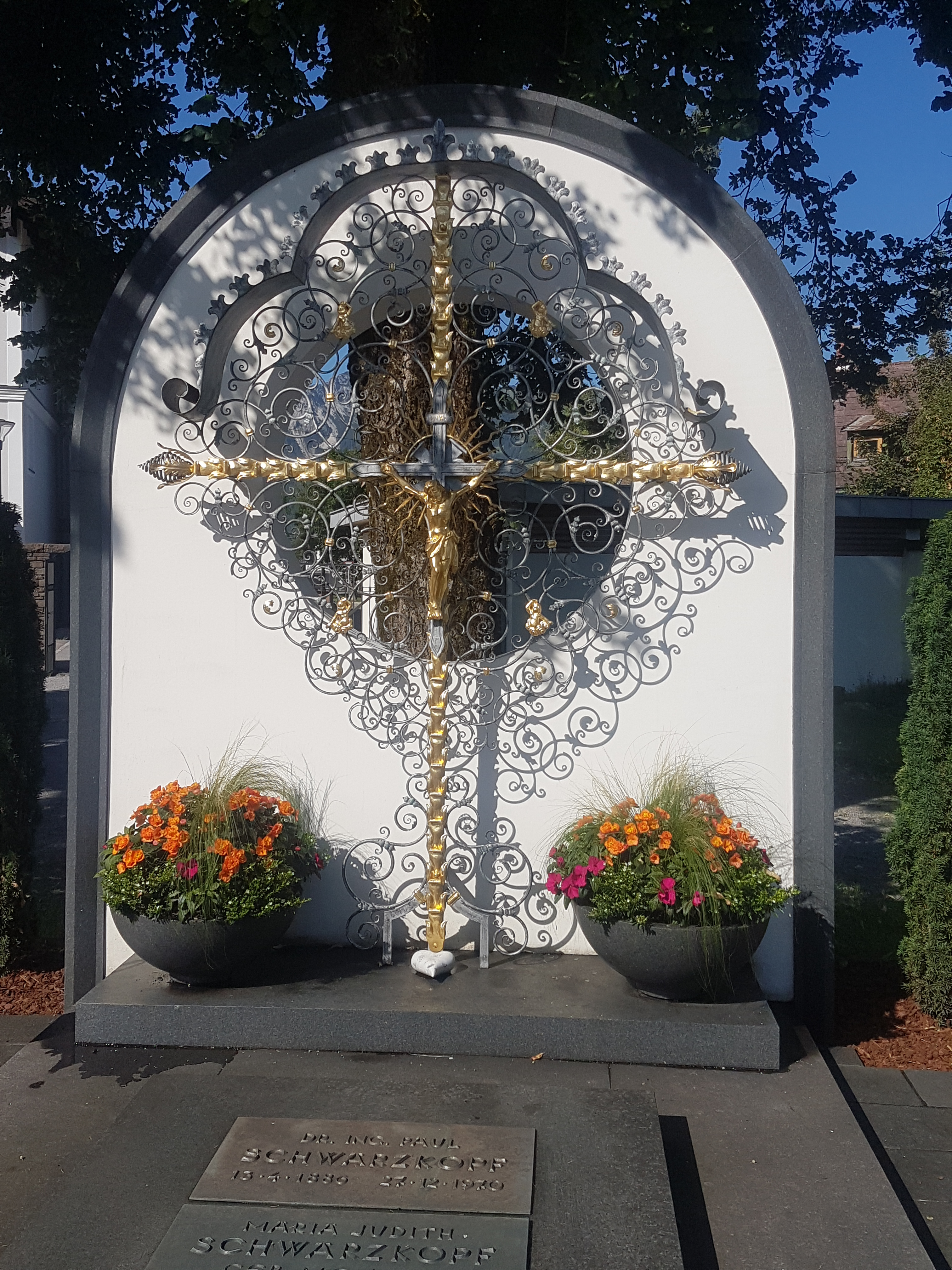
Grab von Paul und Maria Schwarzkopf auf dem Friedhof Breitenwang

- Sohn Wilhelm (geb. 1. März 1907 in Berlin – gest. 15. August 1954 in New York)

2. Ehe: Maria (Mary) Mondini (geb. 14. Juli 1901 in Innsbruck – gest. 11. März 1978 Breitenwang)
Paul Schwarzkopf heiratete Maria 1930 in Breslau
- Sohn Walter Max (geb. 30. Oktober 1931 in Füssen – gest. 11. Juli 1978 in Breitenwang)[3]

## Ehrungen
- 1955 erhielt er die Wilhelm-Exner-Medaille.
- 1956 wurde er zum Ehrensenator der Universität Innsbruck ernannt.

## Schriften
- Das Leben der Metalle. Wien, Bergland Verlag 1961
- Cemented Carbides. New York: Macmillan Co. 1960
- Geschichten aus Molybdänemark. Füssen, Winter 1955
- Hartstoffe und Hartmetalle. Wien, Springer 1953
- Powder metallurgy. New York, Macmillan 1947